# D. Boon
Dennes Dale Boon (1. dubna 1958 Los Angeles – 22. prosince 1985), známý také jako D. Boon, byl americký hudebník, kytarista, zpěvák a skladatel punkrockového tria Minutemen.

## Životopis
Narodil se 1. dubna 1958 v San Pedru v Kalifornii. Jeho oblíbenými skupinami byly Creedence Clearwater Revival, Blue Öyster Cult a The Who. Jeho blízkým přítelem byl Mike Watt, který ho postupně učil hrát na hudební nástroje. Společně v roce 1978 založili skupinu The Reactionaries, avšak velké koncerty nikdy neuskutečnili a kapela brzy zanikla.
V roce 1980 založil spolu s baskytaristou Mikem Wattem a bubeníkem Georgem Hurleym skupinu Minutemen. Proslavili se svými politicky laděnými texty a energickou hudbou. Během své kariéry vydali několik úspěšných desek.
D. Boon zemřel 22. prosince 1985 při autonehodě. Bylo mu ve 27 let, čímž se zařadil do klubu 27.

## Diskografie
- D. Boon and Friends